# SkyGunner
SkyGunner (スカイガンナー , Sukaigan'nā?) es un videojuego de simulación de vuelo de combate y dísparo en tercera persona para la consola PlayStation 2. La ambientación del juego y su estilo gráfico tiene elementos steampunk. Fue desarrollado por PixelArts y fue lanzado en Japón el 27 de septiembre de 2001 por Sony Computer Entertainment, Inc. Más tarde fue lanzado en el mercado norteamericano el 25 de junio de 2002 por Atlus USA.

## Argumento
El pueblo de Rive alberga una exposición, donde la Máquina Eterna, una máquina que puede funcionar para siempre sin ninguna fuente de alimentación externa, es puesta en exhibición. Sin embargo, Ventre, el genio criminal, piensa apoderarse de ella. Ciel y Copain, buenos amigos y conocidos pilotos en Rive, han sido reclutados por Hardi, el jefe de la policía local, para defender la exhibición. Más tarde se les une otra piloto llamada Femme, que llega desde un pueblo vecino. Solo estos experimentados jóvenes, pilotos de aeronaves especializadas, pueden detener el plan de Ventre...

## Secuela
En el año 2006, el estudio EasyGameStation lanzó una secuela para PC llamada «Gunner's Heart». El juego incluye todos los personajes originales del primer juego, más dos antagonistas femeninas que trabajan con Ventre, el antagonista original del juego. Las diferencias entre el primer juego y «Gunner's Heart» está en que en la secuela es un videojuego de disparos en railes, mientras que en el juego original tiene una mecánica de juego de vuelo abierto y en «Gunner's Heart» pueden jugar dos jugadores.